# Sonotrella mekongica
Sonotrella mekongica är en insektsart som beskrevs av Andrej Vasiljevitj Gorochov 1988. Sonotrella mekongica ingår i släktet Sonotrella och familjen syrsor. Inga underarter finns listade i Catalogue of Life.